# 트레이시 손
트레이시 손(Tracey Thorn, 1962년 9월 26일 ~ )은 잉글랜드의 싱어송라이터이다.